# Dallas Brooks
Dallas Brooks (właśc. Reginald Alexander Dallas Brooks; ur. 22 sierpnia 1896 w Cambridge, zm. 22 marca 1966 w Melbourne) – brytyjski krykiecista, żołnierz i urzędnik państwowy, generał. W latach 1946–1949 głównodowodzący Royal Marines, zaś w latach 1949-1963 gubernator Wiktorii.

## Biografia

### Młodość i kariera wojskowa
Był synem anglikańskiego kapelana wojskowego. Ukończył szkołę średnią w Dover, gdzie dał się poznać jako talent sportowy. Od 1914 służył w Royal Marines. Został ciężko ranny w czasie bitwy o Gallipoli, jednak w 1916 powrócił do służby wojskowej, pracując jako artylerzysta na pokładzie okrętów Royal Navy. I wojnę światową zakończył w stopniu majora. Na początku lat 20. grał w krykieta na poziomie wyczynowym, jako członek drużyny hrabstwa Hampshire w najwyższej angielskiej klasie rozgrywkowej. Był również kapitanem reprezentacji połączonych brytyjskich sił zbrojnych w krykiecie i hokeju na trawie, a także członkiem reprezentacji Royal Navy w golfie. W 1934 ukończył Kolegium Sztabowe Royal Navy. 
W czasie II wojny światowej został oddelegowany jako jeden z wyższych oficerów wojskowych służących w Foreign Office. W styczniu 1945 otrzymał stopień generała majora i trafił do sztabu generalnego. W 1946 został tzw. komendantem generalnym Royal Marines, tj. najwyższym oficerem służby czynnej służącym w tej formacji. W tym samym roku został generałem porucznikiem, zaś w 1948 generałem (bez dodatkowych określeń), co stanowi w Royal Marines najwyższy stopień oficerski. W maju 1949 przeszedł na wojskową emeryturę. 

### Gubernator Wiktorii
W tym samym roku wyjechał do Australii, gdzie na zaproszenie władz stanowych w Melbourne objął w dużej mierze honorowy i reprezentacyjny urząd gubernatora Wiktorii. Choć w Australii powoli dobiegała już końca epoka gubernatorów importowanych z Wielkiej Brytanii, zaś coraz bardziej preferowani byli rodowici Australijczycy, Brooks mógł liczyć na ciepłe przyjęcie ze względu na swój bohaterski udział w, niezwykle ważnej w historii Australii, bitwie o Gallipoli. Brooks z jednej strony zwykle występował publicznie nienagannie ubrany, w strój angielskiego oficera lub dżentelmena, ale z drugiej strony miał przyjazny i pozbawiony dystansu sposób bycia. Taka kombinacja sprawiała, że utożsamiał prestiż swego urzędu, ale też był lubiany przez większość społeczeństwa. W latach 1953 i 1956 jego kadencja była przedłużana o kolejne lata. Łącznie sprawował urząd gubernatora Wiktorii przez ponad 13 lat, co stanowi niepobity do dziś rekord. 

### Późniejsze życie
W 1963 Brooks opuścił stanowisko gubernatora. Wrócił na krótko do Anglii, ale ostatecznie postanowił spędzić resztę życie w Australii i wybudował dom w Melbourne. Zmarł w wieku 69 lat, przyczyną zgonu były kłopoty kardiologiczne. 

## Odznaczenia
- Krzyż Wojenny (ok. 1916)[1]
- Distinguished Service Order (DSO, 1918)[1]
- Order św. Michała i św. Jerzego klasy Kawaler (CMG, 1943)[1]
- Order Łaźni klasy Kawaler (CB, 1946)[1]
- Order Łaźni klasy Rycerz Komandor (KCB, 1948, odtąd miał prawo do tytułu Sir przed nazwiskiem)[1]
- Order św. Michała i św. Jerzego klasy Rycerz Komandor (KCMG, 1952)[1]
- Królewski Order Wiktoriański klasy Rycerz Komandor (KCVO, 1954)[1]
- Order św. Michała i św. Jerzego klasy Rycerz Wielkiego Krzyża (GCMG, 1963)[1]